# 마르틴 마티아스 에세키엘 바르가스
마르틴 마티아스 에세키엘 바르가스(스페인어: Matin Matias Ezequiel Vargas, 1997년 5월 8일~)는 아르헨티나의 축구 선수로, 현재 중국 슈퍼리그 상하이 상강의 소속이다.